# Summer (Hawk Nelson)
Summer è il sesto EP degli Hawk Nelson, pubblicato il 16 giugno 2009.

## Tracce
1. Live Life Loud
2. Let's Dance (Dojo Dominating Remix)
3. Don't You Forget About Me
4. Meaning Of Life

## Formazione
- Jason Dunn - voce
- Davin Clark - chitarra
- Daniel Biro - basso
- Matt Paige - batteria